# Joseph Bédier
Joseph Bédier (París, 28 de enero de  1864 – 29 de agosto de 1938) fue un escritor y filólogo francés. Es considerado uno de los romanistas más influyentes de principios del siglo XX.

## Biografía

### Infancia y educación
Nació en París, pero pasó toda su infancia y adolescencia en la tierra paterna, la isla de Bourbon, hasta que, en 1883, con diecinueve años, ingresó en la École Normale en la que permaneció hasta su graduación.
Deseoso de aprender más cosas de las que la École Normale le había enseñado, se dedicó a asistir a las conferencias ofrecidas por la École des Hautes Études y el Collège de France donde conoció al que fue su maestro, Gaston Paris, quien siempre ejerció sobre él una gran influencia y al que siempre veneró. 
Más tarde, la recién inaugurada universidad católica de Friburgo lo acogió, pero el ambiente religioso no compatibilizaba con su manifiesto agnosticismo.
Regresa a Francia en 1891 para ocupar una plaza en la Facultad de Letras de Caen. Contrajo matrimonio con Eugénie Bizarelli y tuvo tres hijos.
Bédier supo encontrar tiempo para publicar diversos trabajos en Romania y en la Revue des Deux Mondes.

### Durante laGuerra Mundial
Cuando en 1914 estalla la guerra, la situación cambia por completo, ya que pone a disposición del Estado Mayor sus conocimientos de alemán.
Las obligaciones de Bédier con el Ministerio de la Guerra le mantuvieron alejado de la docencia hasta 1920, año en el que ingresa en la Académie française, sustituyendo a Edmond Rostand.

### Etapa final
Después de 1918 la carrera del romanista se inclinó más a ejercer una función pública: se multiplican los reconocimientos de instituciones públicas, francesas y extranjeras. En 1929 es elegido director del Collège de France.
Su dedicación administrativa fue en detrimento de su propia carrera investigadora. A partir de 1928, Bédier apenas escribe nada relevante. En 1936, con setenta y dos años, se retira y abandona con resignación, y con todos los honores, el centro al que había dedicado más de treinta años de su vida.
Muere repentinamente en Grand Serre el 29 de agosto de 1938 a causa de una congestión cerebral.

## Obra
Bédier dedicó su vida al estudio de las obras más relevantes de la literatura francesa medieval.
En esta obra destaca ya que va a ser una de sus preocupaciones más constantes: el problema de los orígenes. Movido por este afán, Bédier somete a todo el corpus de cuentos estudiados a un atento examen, los clasifica, los compara. Finalmente, llega a una conclusión sorprendente frente a las teorías comúnmente aceptadas: que la tradición es menos rica y variada de lo que se había creído hasta entonces y que los textos más antiguos poseen un fondo común de elementos, dispuestos en un orden constante, que podrían remontarse a un mismo origen. 
La fama y el reconocimiento definitivos le llegan con la publicación del Roman de Tristán et Iseut, una historia que, hasta aquel momento, era desconocida para el gran público francés.
Entre 1920 y 1924 trabajó, junto a su antiguo compañero de la École Normale, Paul Hazard, en una nueva Histoire illustrée de la littérature française.
Entre sus obras, también destaca la edición de la Chanson de Roland, así como los diversos estudios dedicados a la épica medieval y a las cuestiones relacionadas con los orígenes de las obras cumbre de la literatura francesa antigua.
Uno de ellos, Légendes épiques, recherches sur la formation des chansons de geste, postula una tesis "individualista" respecto de la creación de las gestas. Allí pone el acento en "considerar las obras tal como son, en los textos existentes", "en vez de cansarse buscando hipotéticos modelos perdidos de las canciones de gesta". 
Esta teoría no estuvo exenta de debate, y detractores, como por ejemplo Menéndez Pidal, reafirmaron la idea de una tradición lírica y legendaria previa a las gestas como se expresa en su libro La "Chanson de Roland" y el neotradicionalismo.

## Publicaciones
- Le lai de l’ombre (1890)
- Le fabliau de Richeut (1891)
- Les fabliaux, études de littérature populaire et d’histoire littéraire du Moyen Âge (1893)
- De Nicolao Museto (gallice Colin Muset), francogallico carminum scriptore (1893)
- Le roman de Tristan et Iseut (1900). Traducción al castellano: La historia de Tristán e Isolda, Acantilado, 2011
- Le roman de Tristan par Thomas (2 vol., 1902-1905)
- Études critiques (1903)
- Les deux poèmes de la folie Tristan (1907)
- Légendes épiques, recherches sur la formation des chansons de geste (1908-1913)
- Les chansons de croisade (1909)
- Les chansons de Colin Muset (1912)
- Les crimes allemands d’après les témoignages allemands (1915)
- Comment l’Allemagne essaie de justifier ses crimes? (1915)
- L’effort français (1919)
- La chanson de Roland (critical edition, 1920)
- La chanson de Roland (after the Oxford manuscript, 1922)
- Commentaires sur la chanson de Roland (1927)